# Jessica López Saffie
Jessica Teresa López Saffie (Santiago, 16 de diciembre de 1956) es una ingeniera comercial y política chilena, miembro del Partido Socialista (PS). Entre abril de 2022 y marzo de 2023 se desempeñó como presidenta del Banco del Estado de Chile, siendo la primera mujer en ejercer ese cargo. Desde el 10 de marzo de 2023, se desempeña como ministra de Obras Públicas de su país —siendo la segunda mujer en liderar dicha repartición—, bajo el gobierno del presidente Gabriel Boric.

## Familia y estudios
Nació en Santiago de Chile el 16 de diciembre de 1956, hija de Armando René López Flandes y Margarita Saffie Cauas, hija de palestinos. Realizó sus estudios primarios en el Colegio Saint Gabriel’s School y los secundarios en el Liceo N.º 1 Javiera Carrera. Continuó los superiores en la carrera de ingeniería comercial con mención en economía en la Universidad de Chile, entre 1974 y 1978. En ese periodo fue miembro de las Juventudes Comunistas (JJCC), para años después afiliarse al Partido Socialista (PS).

## Carrera profesional
Entre 1981 y 1990 trabajó en el Banco del Desarrollo, donde desempeñó diversos cargos. Posteriormente se incorporó al Banco del Estado, bajo la presidencia de Andrés Sanfuentes. A lo largo de 24 años ocupó los cargos de gerenta de riesgos, contralora y vicepresidenta del consejo directivo. Tras un periodo en que se dedicó a la asesoría de empresas y trabajó como consultora del Banco Interamericano de Desarrollo (BID), regresó al Banco del Estado en 2014, cuando la presidenta de la República Michelle Bachelet la nombró gerente general de la institución. Fue la primera mujer en ocupar dicho cargo dentro de un banco chileno.
Por otra parte, es socia y directora del Centro de Integración Cognitivo Corporal (CICC). En diciembre de 2018 asumió el puesto de presidenta ejecutiva de la Asociación Nacional de Empresas de Servicios Sanitarios (Andess), donde sucedió a Víctor Galilea Page. También, fue directora de empresas en el Banco Itaú, consejera de Comunidad Mujer, e integrante del directorio de las Fundaciones Foro Educativo y TIGRA.
El 26 de abril de 2022 fue designada como presidenta del Banco del Estado por el presidente de la República Gabriel Boric, siendo la primera mujer en desempeñar ese cargo. Fungió como tal hasta el 10 de marzo de 2023, fecha en que, con ocasión del segundo cambio de gabinete de dicho mandatario, fue nombrada como ministra de Obras Públicas, asumiendo en reemplazo del arquitecto Juan Carlos García Pérez de Arce.